# وهن عضلي
الوهن العضلي مرض غير معد يتميز بضعف العضلات الهيكلية. ويزداد هذا الوهن مع النشاط الجسماني ولكن يمكن تسكينه جزئيا بأخذ قسط من الراحة. ويمكن أن يصاب بالمرض الرجال والنساء من مختلف الأعمار. ولكنه غالبا ما يكون أكثر تكرارا عند النساء من عمر 15 إلى 30 سنة والرجال من عمر 40 إلى 70 سنة.
يصيب الوهن العضلي العضلات الهيكلية للوجه بصفة خاصة، كما يصيب العنق واليدين والقدمين. وقد تشمل الأعراض ارتخاء الجفنين، ووهن اليدين والقدمين، وصعوبة التنفس والمضغ. ويصعب تشخيص المرض لأن الأعراض المبكرة غالبا تكون طفيفة، وقد تظهر وتختفي.ويعتقد معظم الباحثين بأن الوهن العضلي يحدث نتيجة لقصور في نقطة اتصال عصبية عضلية، وهي النقطة التي تنتقل فيها النبضة العصبية إلى العضلة. وعادة ما تنطلق مادة تسمى الأستيلكولين من المنتهى العصبي وتصبح ملتصقة بالجزيئات المستقبلة في العضلة، فتجعل العضلة تتقلص. وفي حالة الوهن العضلي يتداخل شيء ما مع وصلة العصب إلى العضلة. ويظن كثير من الباحثين أن الوهن العضلي مرض ذاتي المناعة. وفي مثل هذا النوع من الأمراض، يقوم جهاز مناعة الجسم، الذي يهاجم في العادة البكتيريا والفيروسات الضارة، بمهاجمة أنسجة الجسم نفسه. ويبدو أن جهاز المناعة يقوم بتدمير الجزيئات المستقبلة في العضلات. وبالعلاج يمكن لمعظم ضحايا الوهن العضلي أن يعيشوا في أغلب الأحيان حياة طبيعية تماما. ويعالج الأطباء أعراض المرض بعقاقير تسمى مسوخ مضادات الكولين، وقد يكون استخدام عقاقير الكورتيزون نافعا أيضا. كما أن استئصال التوتة، وهي جزء من جهاز المناعة، قد يساعد المريض، خاصة أثناء المراحل المبكرة من المرض. وفي حالات متقدمة معينة، يقوم الأطباء بسحب دم المريض وتطهيره من المواد المناعية التي قد تهاجم المستقبلات العضلية. وحينئذ تتم إعادة نقل الدم النقي إلى جسم المريض وتستخدم العقاقير الكابتة للمناعة أيضا في معالجة المرض.